# 紫

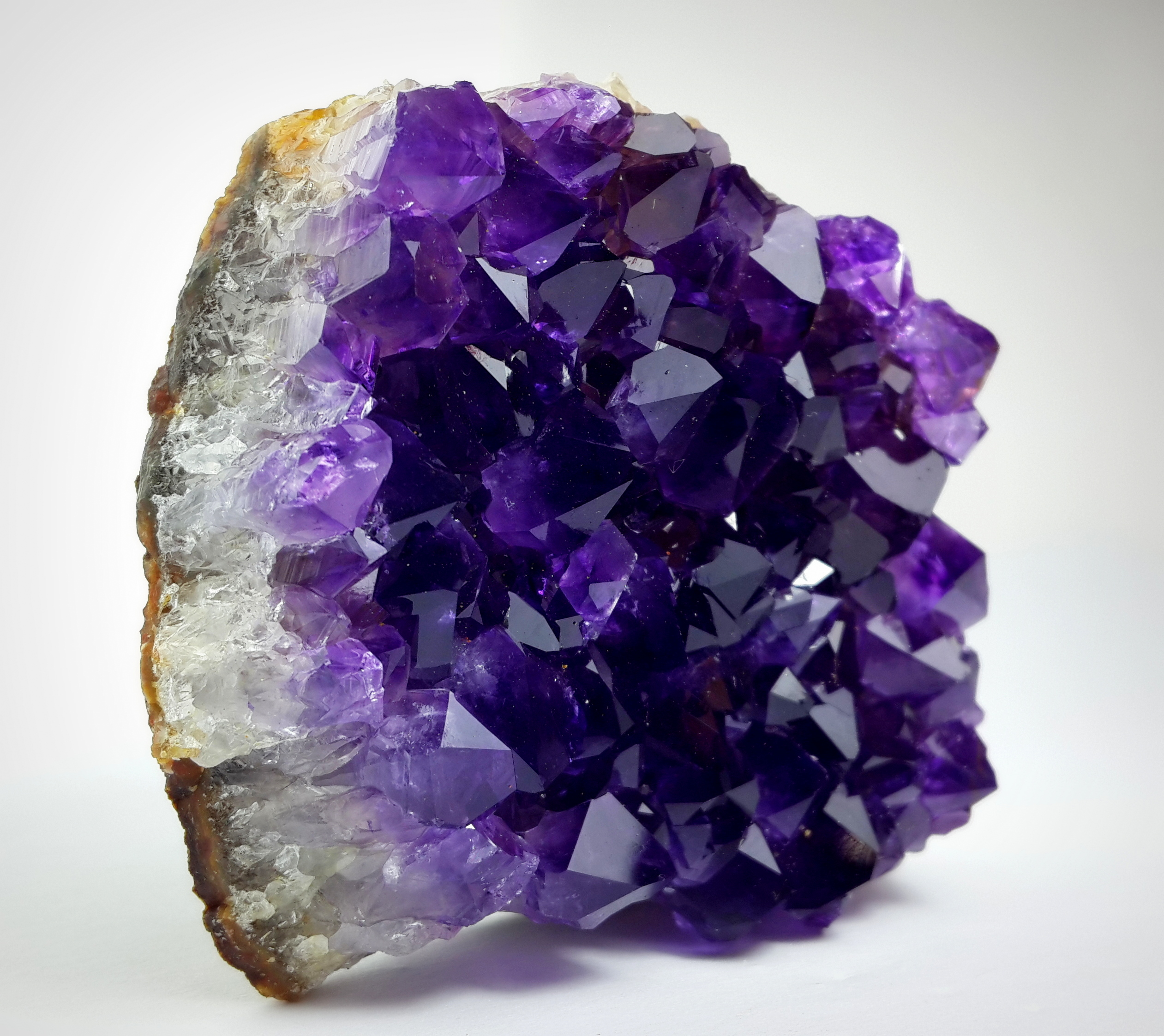
紫色の水晶、アメシスト

紫（むらさき）は、純色の一種。青と赤の間色。紫色（むらさきいろ、ししょく）は同義語。
伝統的には多年草である紫草の根を用いたり特定の巻貝の色素腺を用いた（貝紫色）。紫に対応する表現として、英語ではパープル (Purple) やバイオレット (Violet) がある。古英語ではパーピュア (Purpure) といい、紋章学で用いる。
虹の七色（赤・橙色・黄色・緑・青・藍・紫）のうち、紫は光の波長が最も短いスペクトル色とされる。ただし、この場合の紫は英語のVioletにあたり、菫色、または青紫と考えられることに注意が必要である。スペクトル色の紫より波長が短いものが紫外線と呼ばれ、英語ではウルトラバイオレット(Ultra violet)という。

## 名前の由来

### 紫
「紫」の原義は色の「むらさき」、あるいは一説に、紫色に染めた絹だという。
この漢字で草本の「ムラサキ」を意味するのは国訓であり、本来は「紫草」の形でしかその意味はない。なお漢籍に書かれた「紫草」は別種だという説もあるが、現代中国語では「むらさき」と同種である。

### ムラサキ
「ムラサキ」はもともと紫草という植物の和名であり、この植物の根（紫根）を染料にしたことから、これにより染色された色も「ムラサキ」と呼ぶようになった。この名称自体は、ムラサキが群生する植物であるため、『群（むら）』+『咲き』と呼ばれるようになったとされる。
日本では紫を指し示す色数が非常に豊富である。深紫である「こき色」や赤紫である「うす色」のように、平安時代の貴族は「色」というだけで「紫」を指していた。
『枕草子』の冒頭、「少し明りてむらさきだちたる雲の細くたなびきたる」という箇所は『紫色の雲』という意味と、『群がって咲く（ムラサキの）花のような』という両方の意味があるともされる。なお、ムラサキの花は白色である。

### 英語表現
英語表現では、青のblueから赤のredまで、おおよそblue、violet、purple、redの順に赤みが増していく。ただし、日本語とのずれも指摘されており、日本産業規格（JIS）の一般色名と英色名を対応させていくと、JISの一般色名に「青紫」を含む範囲では半数近くがblueでカバーされるという指摘がある。
パープル (purple)
パープル (purple) の染め方についてプリニウスの『博物誌』では特定の巻貝の色素腺を用いた貝紫について述べている。元々この単語は、巻貝の一種"purpura"（ラテン語、プールプラ）に由来する。この巻貝の出す分泌液が染色の原料とされ、結果として出来た色もpurpuraと呼ばれた。クレタ島の近くの小島からは紀元前1400年頃の貝紫を採取したと思われる貝殻が発見されている。
色の名称としてのパープルは、聖書では青やスカーレットとともによく出てくる色で、ギリシャ神話にもパープルはよく登場する。ただ、プリニウスの『博物誌』は貝紫染めであたかもパープル (purple) とバイオレット (violet) の両方が作り出せるような書き方をしている。これに関連してパープル (purple) の指した範囲について疑問が呈されており、海産巻貝を材料とする紫染でも絹を染めたものと羊毛を染めたものでは色調が違うことが指摘されている（羊毛を染めた場合は赤みが強くなる）。また、貝紫は貝の種類によっても赤っぽく染まるものや青っぽく染まるものがある。
なお、"purple"は、紫と紅の両義を含める場合がある。例えば、怒って顔を紅くする様相を、英語では"turn purple with rage"と表現する。細菌学においても、"purple" は「紫」ではなく "red"（紅色）を指す。紅色細菌 (purple bacteria) などの例がある。
バイオレット (violet)
「紫色」を指すことがあり、こちらも基本色としての紫を指す単語として使われる。この"violet"は本来スミレを意味する単語であり、直訳すると菫色（すみれいろ）となる。ローマ時代にはバイオレットパープルと青色パープルの区別があったとされる。なお、アイザック・ニュートンの定義による虹の7色のうち、最も短波長側の色である紫は英語では"violet"であり、"purple"ではない。
バイオレット (violet)は、植物の固有色に由来する一方、虹の一色として基本色彩語としても認知されており、ブルー (blue)やパープル (purple) よりも範囲は狭いが固有色名と基本色名の中間のような位置づけになっている。

## 派生色
- マゼンタ - 紅と紫の中間色。
- 赤紫
- 青紫
- 深紫 - 黒っぽい紫。日本の律令制で規定。
- 浅紫 - 赤みをおびた薄い紫。日本の律令制で規定。
- 本紫
- 偽紫
- 京紫 - わずかに赤味を帯びた紫
- 江戸紫（今紫とも） - 青味を帯びた紫
- 古代紫 -くすんだ紫
- 貝紫 - 螺などの貝から取った染料で染めた紫
- 藍紫 - 青味を帯びた暗い紫

## 光の色としての紫
紫は一般に可視光の波長のうち最小波長である、およそ380〜430nmの波長の色として知覚される。
ウェブカラーでは基本16色として"purple"が定義されており、色を指定する際にpurpleと入力すると16進数表記にして#800080の色（濃い紫）が表示される（右図）。
派生色としては"violet"やマゼンタ"magenta"などが定義されている。これらは、フクシャ"fuchsia"を除けば基本16色として定義されておらず、すべてのブラウザで正しく発色される保証はされていない。"magenta"と"fuchsia"は同色として定義されてはいるが、"magenta"は基本16色ではない。

## 物体色としての紫
紫は代表的な色ではあるが、赤と青の絵具を混ぜ合わせてもつくることができる（その場合は、やや黒っぽい色調になる）。
日本産業規格（JIS）では一般色名と慣用色名を定めている。
JIS一般色名と伝統色名を対照すると、群青から二藍までの色に「青紫」を含む表現、藤紫から紅消鼠までの色に「紫」の表現、「牡丹」から「紅消鼠」までの色に「赤紫」を含む表現を当てている。
一方、JIS慣用色名では、紫とパープルは右表のように同色として定義されている。またそれとは別個に、菫色やバイオレットが同色として定義されていることがある。
また、JIS慣用色名では、赤紫や青紫の色が次のように定義されている。
ほかにも近似色がいろいろ定義されている。詳しくはJIS慣用色名を参照。

## 紫の色料

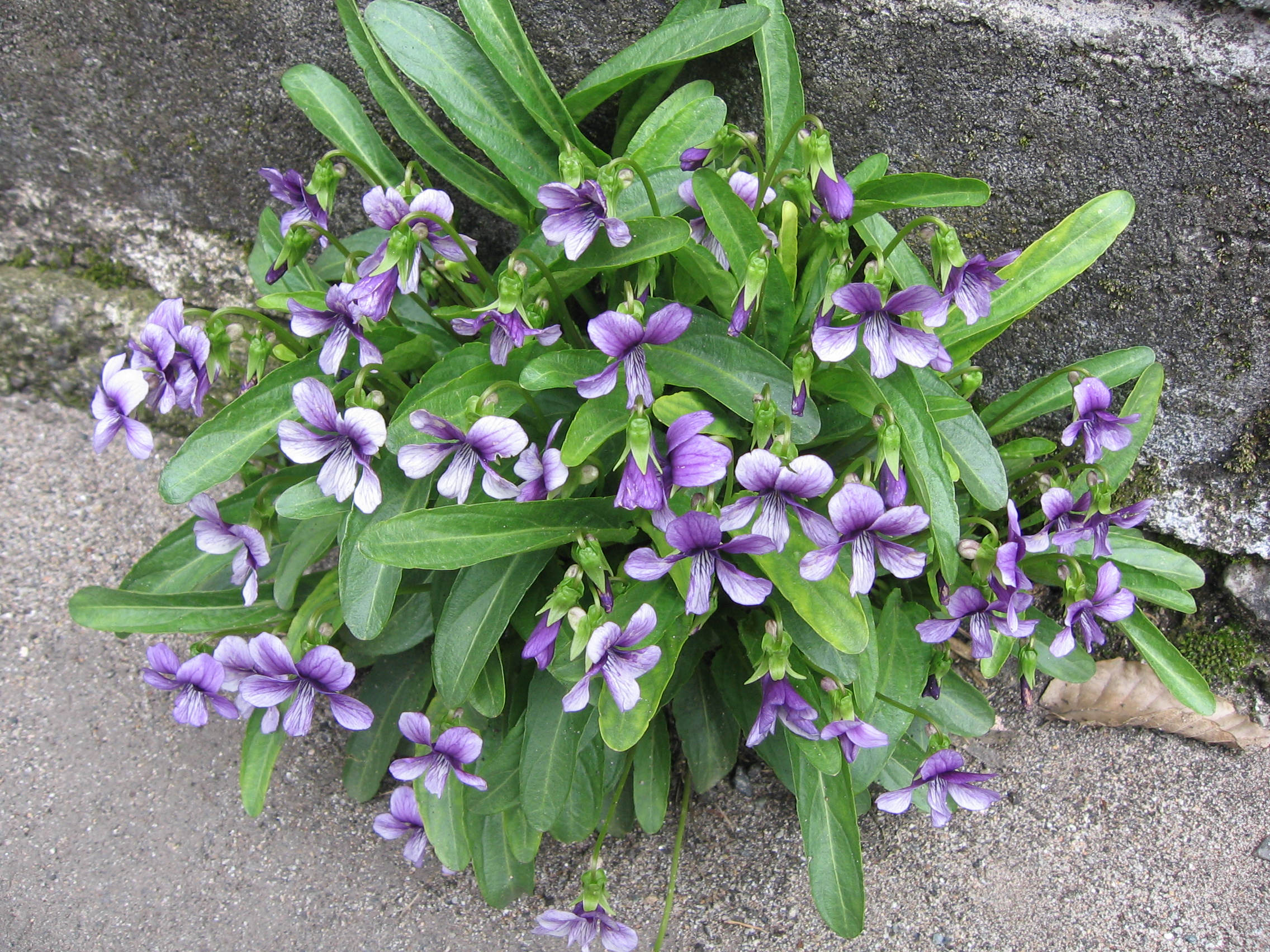
スミレの花

### 顔料

#### 無機顔料
酸化鉄紫 mars violet
黄味の乏しい暗種の酸化鉄赤のこと。天然にも存在し、日本では紫土（シド）として産する。近年では、1975年（昭和50年）の法輪寺の三重塔再建に際し、彩色に用いられた。
紫群青 ultramarine violet
赤味の強い色目の合成ウルトラマリンのことである。
マンガン紫 manganese violet
1868年、ニュルンベルクで初めて製造された。極めて堅牢な顔料であり、水分にさらされない環境下での保存においては信頼性が高い。さまざまな異名がある。
コバルト紫 cobalt violet
砒酸コバルト、燐酸コバルト、コバルト-リチウム-燐 酸化物固熔体、含水燐酸アンモニウムコバルト、ホウ酸コバルトなどがある。いずれも粗粒で着色力に乏しい。また色がやや淡い。極めて高価な顔料である。また、一部では燐酸コバルト八水和物も顔料として使用されるが、安定性を欠くため好ましくない。

#### 有機顔料
- インジゴイド系紫
- キナクリドン系紫
- オキサジン系紫
- アントラキノン系紫
- カルボニウム系紫
- キサンテン系紫

### 染料

#### 天然染料

##### 紫貝（パープル）
特定の巻貝の口の近くにある色素腺を用いる（巻貝の鰓下腺から出た分泌液を染料の原料とする）。最も簡単な方法はこれらの巻貝の色素腺を集めてきて、その汁で染めて日光にさらして紫色に染める方法である。
しかし、古代からチルスの特産とされたチリアンパープル（ティリアンパープル）は、大規模な工場生産で発酵染めの一種であった。プリニウスの『博物誌』によると腺の部分を塩漬けにして3日置き、鉛の鍋で10日間ゆっくりと温めたものを染色液にしたとされ、尿を使用することもあったという（アンモニア水として反応させる役割）。
なお、この色素は臭化化合物の6,6'-ジブロモインディゴであることが分かっている（インディゴを参照）。
巻貝1個から採取できる粘液は微量であるため、服1着の染色には巻貝数千から数万個を必要とした。中世の地中海では染色目的による巻貝の乱獲が進み、大航海時代に入る頃には巻貝が激減し、貝による紫染色は廃れていった。
南米ではペルーでも紀元前200年頃には貝紫による染色が行われていた。マヤ文明のあったユカタン半島地方の西、現在のメキシコ南部のオアハカ地方でも、別種の巻貝の分泌液を染料とする同様の染色が伝統的に行われている。ここでは巻貝から分泌液を採取した後巻貝を海に戻したため、巻貝の個体数はあまり減っておらず、現在でもこの染色法は行われている。
日本産の貝でもアカニシやイボニシなどで貝紫染色を行うことができる。

##### 紫草の根
ムラサキの根は紫根（しこん）と呼ばれ、これを乾燥して粉末状にした上で湯に溶かして色素を抽出し、生地に灰汁による媒染を数十回施してようやく染物が完成する。紫根の持つ紫色の色素は、この植物から名を取ってシコニン (Shikonin) と命名されている。もともとムラサキが栽培困難なうえ、染色に手間暇がかかるため、紫根による染物は高価である。
なお、紫根は傷の殺菌作用などを持つために、漢方では生薬としても利用されている。

##### 紫キャベツ（赤キャベツ）
紫キャベツ（赤キャベツ）の持つ紫色の色素はアントシアニン (anthocyanin) である（"cyan" とあるが、シアン化物ではない）。この色素の水溶液は、強酸性下でマゼンタに近い鮮やかな赤紫色、弱酸性下で薄赤紫色、中性下で紫〜青紫色、弱塩基性下で青緑色、強塩基性下で黄色を示す。このように水溶液の色が変化するため、pH指示薬として利用できる。また、酸性下で鮮やかな赤紫色を発色するため、食品への着色料として用いられることが多い。食品の原材料名には「紫キャベツ色素」「アントシアニン色素」などさまざまな呼称で明記されている。
アントシアニンは紫キャベツの葉のみならず、黒豆、ブルーベリーやアサガオの花弁など多くの植物に含まれている。アジサイの花弁にも含まれており、土壌のpHやアルミニウムイオン濃度などによって花弁の色は異なる。
この色素の溶液は、紫キャベツの葉やアサガオの花弁などを60℃程度の蒸留水または無水アルコールに30分ほど浸すと得られる。そしてこの溶液はそのままpH指示薬として利用できる。

#### 人工染料

##### モーブmauve
1856年に発明された、世界初の合成染料である。これはアニリン染料の一種であり、この色素はモーベイン (Mauveine) と命名された。「モーブ」(mauve) はフランス語で葵、特にゼニアオイ (en:Malva) を意味する。
この発明は、特にイギリスではニュースとなった。パープル貝の分泌液などきわめて高価な天然染料しかなかった発明当時、高級な色とされたものをより安価で染色できるようになったからである。間もなく別の赤紫系合成染料フクシン（後述）が発明されたため、合成染色市場を独占するほどには至らなかったが、この色の服は流行し、合成染色事業は大成功を収めた。
現在では染料としては他の合成染料が用いられていることが多く、この名は色名として用いられる（モーブ (色)を参照）。

##### フクシン(fuchsin,fuchsine)
モーブに続いて、1859年に発明・発表された色素である。フランスの実業家ルナール・フレール (Renard Frères) の専属化学者ヴェルガンにより発明された。このアニリン系色素は固形では緑色をしているが、熱湯やエタノールに溶解させると赤紫色に変化する。さらに少量のアルデヒドを加えると紫色になる。マゼンタの染料・顔料に使われる。
現在ではこの色素による赤紫や紫色の染色が行われるほか、印刷インクや、実験観察のための細胞の染色やアルデヒドなどの分析試薬にも用いられる。
この鮮やかな赤紫色を発色する色素は、フクシアの花の鮮やかな赤紫色に見立ててフクシンと名づけられた。これは、フクシアの命名のもととなったドイツの植物学者フックス (en:Leonhart Fuchs) の単語の意味がドイツ語で「キツネ」 (Fuchs) であることと、実業家ルナールのフランス語での意味もまたキツネ (renard) であることをなぞらえた命名でもある。
フクシンによって発色される色はフクシャとも、マゼンタとも呼ばれる。この色素による染色が発売された1859年、イタリアとフランスの連合軍がオーストリア＝ハンガリー帝国軍を破る戦争が起きていた（マジェンタの戦い）。色名は、この戦いの最後の戦勝地マジェンタ (Magenta) を記念して名づけられたものである。
なお、この年とほぼ同じく、イギリスでドイツの化学者ホフマンにより同系統のアニリン赤色素・ローズアニリン (rosaniline) が発明されている。この色素も、マゼンタ色として使用される。

## 紫の文化

### 階級に関する文化

#### 西洋
地中海周辺の地域では紀元前から貝が噴き出す液を使って赤紫に染めた服を身に着けた人々がいた。古代エジプトのラムセス2世の頃の記録には紫染めの物の交易について述べたものがみられる。
カルタゴのハンニバル、古代ローマのカエサルやクレオパトラなどに好まれ、紫は次第に権威の象徴となった。
ローマ帝国
紀元前1600年から使用された染料貝紫色（英名：ロイヤルパープル）は、ローマ帝国などでは特権階級にふさわしい色とされた。ローマ帝国の全盛期には宮廷貴族以外の人間が紫を着用することが禁じられたこともあったという。
東ローマ帝国
「皇帝の子であること」を示す「ポルフュロゲネトス」 （希: Πορφυρογέννητος）「紫の生れの者」の意）の紫も、当時希少で高価であった貝紫色から来ている。これはコンスタンティノープル大宮殿にあった「ポルフュラ（Πορφύρα, Porphyra）」という緋紫色の壁に覆われた皇后専用の産室に由来している。この産室で生まれた者だけが「ポルフュロゲネトス」の称号を付けて呼ばれ（皇帝の嫡出子であることを意味する）、この称号を持つ皇子・皇女は特別扱いされた。この語は6世紀から使われていたとされるが、846年まで言葉が使用された例は見つかっていないのは確かである。
この語は英語の慣用句、"born in the purple"（王家（帝室）の生まれ）の語源ともなっている。

#### 東洋
中国
古代中国の五行思想では正色（青、赤、黄、白、黒）を最上とし、中間色である紫はそれより下位の五間色に位置づけた。『論語』（陽貨篇）にある儒教の開祖孔子の言葉に「紫の朱を奪うを悪（にく）む」というものがある。なお、『韓非子』には、斉の桓公が紫を好んだが、国中で紫が着られるようになったことを憂い、管仲に相談したところ「紫の臭いを悪む」として退けることを試みた結果、紫を着る者がいなくなったという逸話がある。この逸話の紫に関して、紫草で染めた紫にも匂いがあるが、貝染は新しい状態だと特に臭いが強いため、当時の中国にも貝染めがあったのではないかとの見方もある。
紫に関する記述は『史記』などにはほとんどみられないが、『天官書』では太一（天帝）の位置する星座を「紫宮」のちに「紫微垣」と呼んでいる。天帝の周りに紫の垣が設定されるという思想は、中国の古い民間信仰に、神仙説、仏教、道教などが習合して形成されたと考えられている。時代的に見て西方の紫色信仰が東西交流を通じて流入したとも考えられている。
南北朝時代に紫の地位は上昇し、五色の上に立つ高貴な色とされた。隋は大業元年（605年）に服色に身分差を設けたとき、五品以上の高官に朱か紫の服を着せ、6年（610年）には五品以上を紫だけにした。高官だけでなく、道教の道士、仏教の僧侶の中の高徳者にも紫衣を許し、これが唐代にも継承された。
日本
日本では推古天皇16年（608年）に隋使裴世清を朝庭に迎えたとき、皇子・諸王・諸臣の衣服が「錦・紫・繍・織と五色の綾羅」であった、とするのが紫の初見である。これより先、推古天皇11年（604年）制定の冠位十二階の最上位（大徳・小徳）の冠が紫だったとする学説があるが、史料には記されず、確証はない。皇極天皇2年（643年）に蘇我蝦夷が私的に紫冠を子の入鹿に授けたことから、大臣の冠が紫であったことが知られる。大化3年（647年）の七色十三階冠以降の服色規定では、紫を深紫（または黒紫）と浅紫（または赤紫）の2色に分け、深紫（黒紫）をより高貴な色とした。道教が正式に受容されなかった日本では、高徳の僧侶に対して紫衣が許された（紫衣事件を参照）。

### 風習
- タイでは、未亡人が朝に紫の服を着る風習がある。未亡人が着る服という事でタブー視されていたが、現在はタイ王室の一人に紫好きがいたといった影響で、ほとんど気にされない[18]。タイ太陽暦では曜日毎の色というものがあり、土曜日の色が紫である[19]。

- カナダの工学生には、新入生歓迎週（Frosh Week）などのイベントで細胞染色用のクリスタルバイオレット染料で上着と自らの全身の皮膚を染める伝統がある。

### 慣用句
- purple prose - 読者の共感を得るために，感傷や悲哀感を誇張するなどした作品[20]
- turn purple - 怒っている表現。
- purple patch - 華麗な章句、幸運な時期の事[21]。
- purple-suiter - 英語圏の軍隊のスラングで、他の軍種と協同しての任務を行っている人員の事。アメリカ軍において、「パープル」は軍種を超えた「統合運用」を表す用語として用いられている[22]。
- Purple squirrel - 2000年から見られる語である[23]。直訳すると「紫の栗鼠」。求人業界で、資格・経験などの条件が完璧に一致したレアな人物の事をいう。
- 紫の朱を奪う - まがいものが本物にとってかわり、その地位を奪うことのたとえ。似て非なるもののたとえ[24]。

## 近似色
- インディゴ
- フクシャ
- マゼンタ
- モーブ
- ライラック
- 海老茶
- 貝紫色
- 菫色
- 藤色
- 二藍
- 葡萄色
- ヘリオトロープ
- 紫苑